# Le Chambon (Ardèche)
Le Chambon település Franciaországban, Ardèche megyében. Lakosainak száma 60 fő (2022. január 1.). Le Chambon Dornas, Lachamp-Raphaël, Mézilhac és Saint-Andéol-de-Fourchades községekkel határos.

## Népesség
A település népességének változása:
| Lakosok száma | 150  | 94   | 83   | 52   | 48   | 43   | 46   | 54   | 56   | 60   |
|               | 1968 | 1982 | 1990 | 2006 | 2013 | 2015 | 2017 | 2019 | 2020 | 2022 |